# Polia stevensii
Polia stevensii là một loài bướm đêm trong họ Noctuidae.